# Irene Vernon
Irene Vernon est une actrice américaine née le 16 janvier 1922 à Mishawaka, Indiana (États-Unis), morte le 21 avril 1998 à South Bend (États-Unis).

## Biographie
Elle est surtout connue pour avoir incarné Louise Tate, la jolie femme brune d'Alfred Tate (Larry dans la VO), le patron de Jean-Pierre Stevens (Darrin Stephens en VO), le mari de Samantha dans la série télévisée américaine Ma sorcière bien-aimée (Bewitched en VO), jusqu'en 1966 où elle sera remplacée par Kasey Rogers.

## Filmographie

### Au cinéma
- 1946 : La Pluie qui chante (Till the Clouds Roll By) : Showgirl
- 1947 : The Secret Life of Walter Mitty : Goldwyn Girl
- 1948 : Le Pirate (The Pirate) : 'Nina' showgirl
- 1948 : Si bémol et fa dièse (A Song Is Born)
- 1950 : Fureur sur la ville (The Sound of Fury) de Cy Endfield : Helen Stanton
- 1951 : La Femme au voile bleu (The Blue Veil) : Stephanie as an Adult
- 1952 : Bas les masques (Deadline - États-Unis) : Mrs. Burrows
- 1960 : Une seconde jeunesse (High Time) : Matron

### À la télévision
- 1964-1966 : Ma sorcière bien-aimée (Bewitched) (série) : Louise Tate